# Ханишский конфликт
Хани́шский конфликт — непродолжительное вооружённое столкновение между Йеменом и Эритреей в декабре 1995 года, вызванное попыткой захвата последней архипелага Ханиш, расположенного в южной части Красного моря. Завершился восстановлением йеменского контроля над островами. Позднее вопрос территориальной принадлежности островов был урегулирован решением Международного арбитражного суда.

## Ход событий
Нападение эритрейцев застало Йемен врасплох: за несколько часов до атаки президент Эритреи Исайяс Афеворки сообщил Али Абдалле Салеху, что не будет предпринимать никаких действий в отношение островов Ханиш.
Для вторжения на острова вооружённые силы Эритреи использовали все мореходные суда, которые имелись в государстве (в том числе рыбацкие лодки и египетский паром, который они захватили).
В ходе боевых действий проходящий мимо российский торговый корабль был подбит эритрейцами, которые по ошибке приняли его за йеменский военный корабль.
Оба государства не располагали ресурсами для полномасштабных боевых действий, поэтому решили обратиться за посредничеством в международный арбитражный суд в Гааге, который признал право Йемена на эти острова.

## Последствия
Али Абдалла Салех заявил, что правительство Эритреи использовало бандитские методы в нападении на острова Ханиш — так как не отошло от многолетней войны с Эфиопией.
Эритрея освободила всех йеменцев, которые попали в плен в ходе войны. 185 солдат вернулись домой в Йемен.
Конфликт стал одной из причин создания Санайской группы сотрудничества.